# Kâzım Özalp
Kâzım Fikri Özalp, né en décembre 1880 à Köprülü (Empire ottoman) et mort le 6 juin 1968 à Ankara en Turquie, est un officier militaire et homme politique turc d'origine albanaise, ainsi que l'une des figures de proue de la guerre d'indépendance turque. Il a été ministre de la Défense nationale et président de la Grande Assemblée nationale de Turquie.